# Флегрейські поля
Флегре́йські поля (італ. Campi Flegrei від грец. φλέγω — горіти) — кальдера сплячого супервулкана в Європі, сьогодні — частина Неаполя. Розміщена за 20 км від Везувію, на березі затоки Поццуолі (італ. Golfo di Pozzuoli), обмежена з заходу мисом Мізено (італ. Capo Miseno), а зі сходу — мисом Посілліпо (італ. Capo Posillipo), яка є північною бухтою Неаполітанської затоки. Поля мають площу 10×10 км.
Вулканічна кальдера розташована переважно під водою; складається з 24 кратерів і вулканічних височин. Гідротермальна активність спостерігається в районах Лукріно, Аньяно і в околицях міста Поццуолі.
У районі вулкана Сольфатара спостерігається вихід вулканічних газів.
Спостерігаються явища брадисейсму — повільного підняття та опускання ґрунту під дією процесів у магматичній камері.

## Геологія
Ця місцевість належить до нечисленних територій, що розташована в густонаселених районах, де магма підходить настільки близько до земної поверхні, що ґрунт регулярно здійснює повільні вертикальні переміщення — брадисейсми.
Так, у місті Поццуолі в 1970 та 1983 роках його старий центр Ріоні-Терре, що розташовано на високому яру, утвореному вулканічним туфом, раптово піднявся, а потім повільно і нерівномірно став опускатися. В результаті 10 тис. мешканців були евакуйовані та не повернулися до своїх домівок, оскільки відвідування цього району було заборонено.

## Історія вивержень
Супервиверження Флегрейських полів близько 40 тис. років тому, що сталося за геологічними мірками синхронно з виверженнями вулканів Казбек на Кавказі і Чуметул-Маре в Південних Карпатах, можливо, викликало наступ «вулканічної зими» і стало причиною вимирання неандертальців. Згідно з новими даними, після виверження в Кампанії 39 тисяч років тому в атмосфері над Європою збільшилася кількість сірки, що поглинає й розсіює сонячне світло, в результаті чого температура повітря знизилася на 5-10 °С. Виверження було двостадійним — обсяг викидів від першого виверження склав 50 км³ твердих частинок, викинутих в атмосферу, а вся серія вивержень дала понад 500 км³ твердих частинок. Вулканічні породи розподіляються клином на північний схід від Південної Італії до Південного Уралу. Вони покрили шаром попелу понад 1,1 мільйона км — від Південної Італії до Причорномор'я і Каспійського моря. Аж до Румунії шар попелу досягав майже метра. У тих місцях, де рослинність не загинула повністю від попелу, її зростання було значно пригнічено. Подальша низка холодних років у відсутності навіть помірного річного потепління привела до того, що зростання зеленої маси рослин припинилося, а нестача світла перешкоджало фотосинтезу. Тварини, які не загинули під час випадання попелу, покинули значну територію від Італії до Приуралля. Виверження на Флегрейських полях було найсильнішим в Європі за останні 200 тис. років.
Останнє виверження на Флегрейських полях відбулося 29 вересня 1538 року. Воно тривало до 6 жовтня і призвело до утворення шлакового конуса Монте-Нуово.
Станом на 2023 рік, вулкан на Флегрейських полях, який не подавав ознак активності майже 500 років, готується до виверження, якого залишилося чекати зовсім недовго — до такого висновку дійшли вчені з Університетського коледжу Лондона та італійського Національного інституту геофізики та вулканології (INGV), які дослідили та проаналізували його кору. «Наше нове дослідження підтверджує, що Кампі Флегрей наближається до розриву», — заявив провідний автор дослідження, професор геології Крістофер Кілберн. Кампі Флегрей також періодично переживає невеликі землетруси, а саме тільки у квітні 2023 року їх було зафіксовано понад 600, що стало найвищим щомісячним показником, який будь-коли спостерігався в цьому регіоні. Якщо вулкан на Флегрейських полях повторить своє найбільше попереднє виверження, він викине розплавлену гірську породу та вулканічні гази високо в стратосферу, що спричинить цунамі заввишки 33,5 метри та поширить хмару сірки й токсичного попелу. Це може спричинити глобальну зиму на Землі на декілька років, знищивши врожай і спричинивши масове вимирання. В підтвердження цьому, протягом вересня 2023 року, регіон біля італійського міста Неаполя сколихнули сотні підземних поштовхів, а 27 вересня 2023 року стався найбільший за 40 років землетрус у цій місцевості. Підземний поштовх магнітудою 4,2 балів збурив вулканічне поле Кампі Флегрей (Флегрейські поля).

## Об'єкти туризму
Внаслідок коливань рівня ґрунту прибережна частина міста, названого ще в I столітті нашої ери Сенекою «містом на морі», занурилася на глибину до 10 метрів і на початок ХХІ сторіччя стала туристським об'єктом, огляд якого можливий зі спеціалізованих суден, в днище яких вставлені ілюмінатори. Це — так звані «підводні Помпеї».
У Поццуолі розташований і так званий «Храм Серапіса» (побудований в I–II століттях нашої ери), який отримав своє ім'я від знайденої тут статуї елліністичного божества, але насправді являє собою міський продуктовий ринок, колони якого поїдені морськими молюсками.
Місто Поццуолі, засновано ще в 520 році до н. е. грецькими колоністами, котрі назвали його Дікеарх, що означає «справедливе правління», отримав свою сучасну назву від римлян через розташовані тут колодязі, що випускають смердючі випаровування.
Неподалік від міста знаходиться Сольфатара (від пізньоримського Sulpha Terra — сірчана земля) — по суті доступний для відвідування вулкан, утворений декількома фумаролами. Найбільша з них, що з'явилася 4000 років тому Бокка гранде, є джерелом перегрітої пари з температурою 160 °С, що містить вулканічні гази з запахом сірководню. Наприкінці 2012 року в цьому кратері почалося сильне деформування землі — вчені встановили, що це один з небагатьох супервулканів на нашій планеті.

## Міфологія

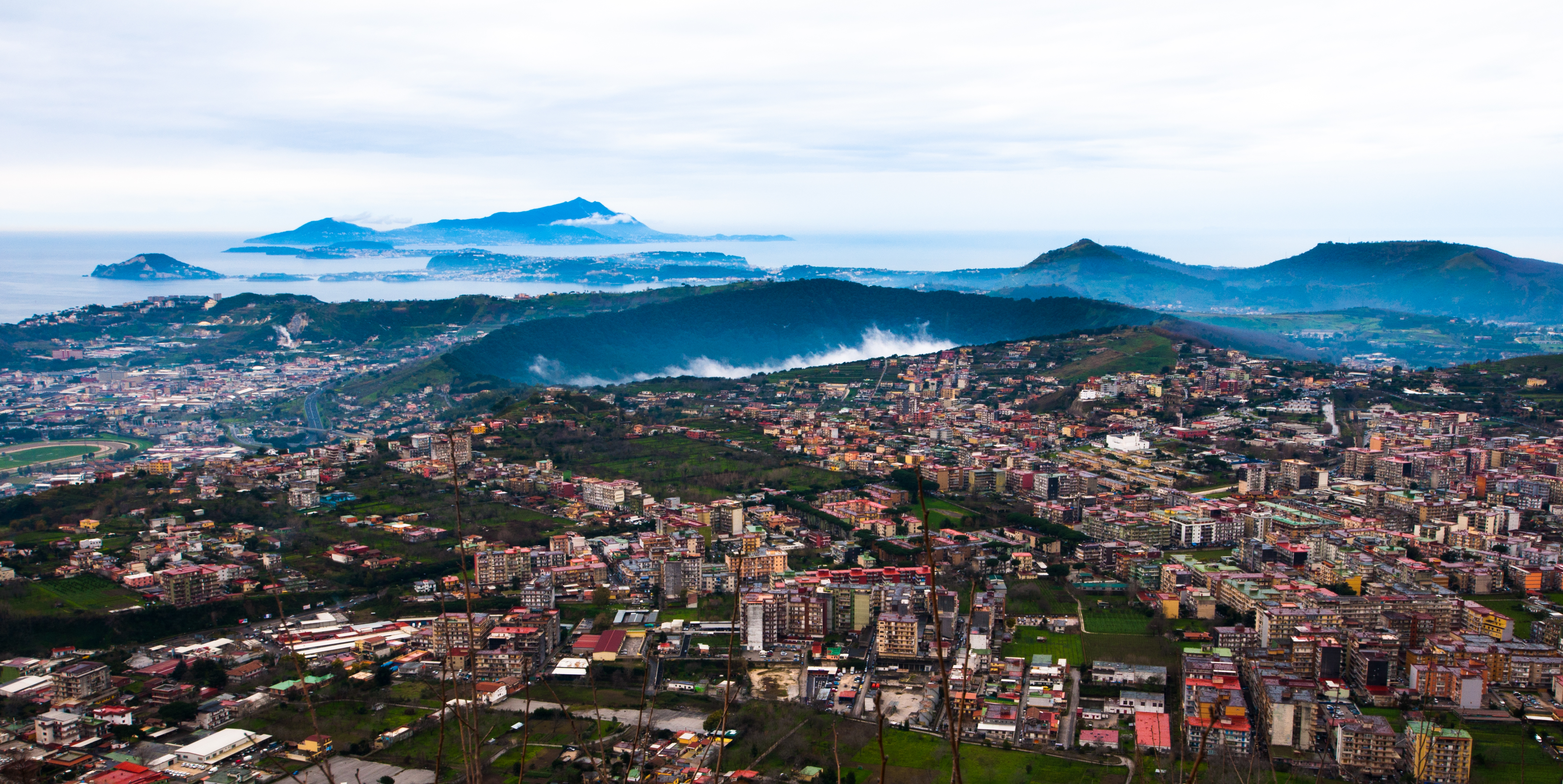
Північно-західний район Неаполя і Флегрейські поля

Флегрейські поля (Phlegraei Campi, τά Φλεγραία πεδία, ή Φλέγρα, «випалена земля») в давньогрецькій міфології вулканічний край, де відбулася гігантомахія — битва богів на чолі з Зевсом із гігантами.

## Інтернет-ресурси
Вікісховище має мультимедійні дані за темою: Флегрейські поля
- Випалюючи магмою. Український тиждень № 12 (280) від 21 березня